# Шишково (Калінінградська область)
Шишково (рос. Шишково) — селище Озерського міського округу, Калінінградської області Росії. Входить до складу Красноярського сільського поселення.
Населення —  155 осіб (2015 рік). 

## Населення
| 2002 | 2010 |
| ---- | ---- |
| 168  | ↘155 |